# Voštana palma
Voštana palma (lat. Ceroxylon), rod palmi (Arecaceae) smješten u tribus Ceroxyleae, dio potporodice Ceroxyloideae. 
Na popisu je 13 vrsta raširenih od Venezuele na sjeveru preko Kolumbije, Ekvador i Perua do Bolivije.

## Vrste
1. Ceroxylon alpinum Bonpl. ex DC.
2. Ceroxylon amazonicum Galeano
3. Ceroxylon ceriferum (H.Karst.) Pittier
4. Ceroxylon echinulatum Galeano
5. Ceroxylon parvifrons (Engel) H.Wendl.
6. Ceroxylon parvum Galeano
7. Ceroxylon peruvianum Galeano, Sanín & K.Mejia
8. Ceroxylon pityrophyllum (Mart.) Mart. ex H.Wendl.
9. Ceroxylon quindiuense (H.Karst.) H.Wendl.
10. Ceroxylon ravenii Villalba & L.Valenz.
11. Ceroxylon sasaimae Galeano
12. Ceroxylon ventricosum Burret
13. Ceroxylon vogelianum (Engel) H.Wendl.

## Sinonimi
- Beethovenia Engl.; Linnaea 33: (1865) 677
- Klopstockia H.Karst.; Linnaea 28: 251 (1857)